# التيمت مورتال كومبات 3

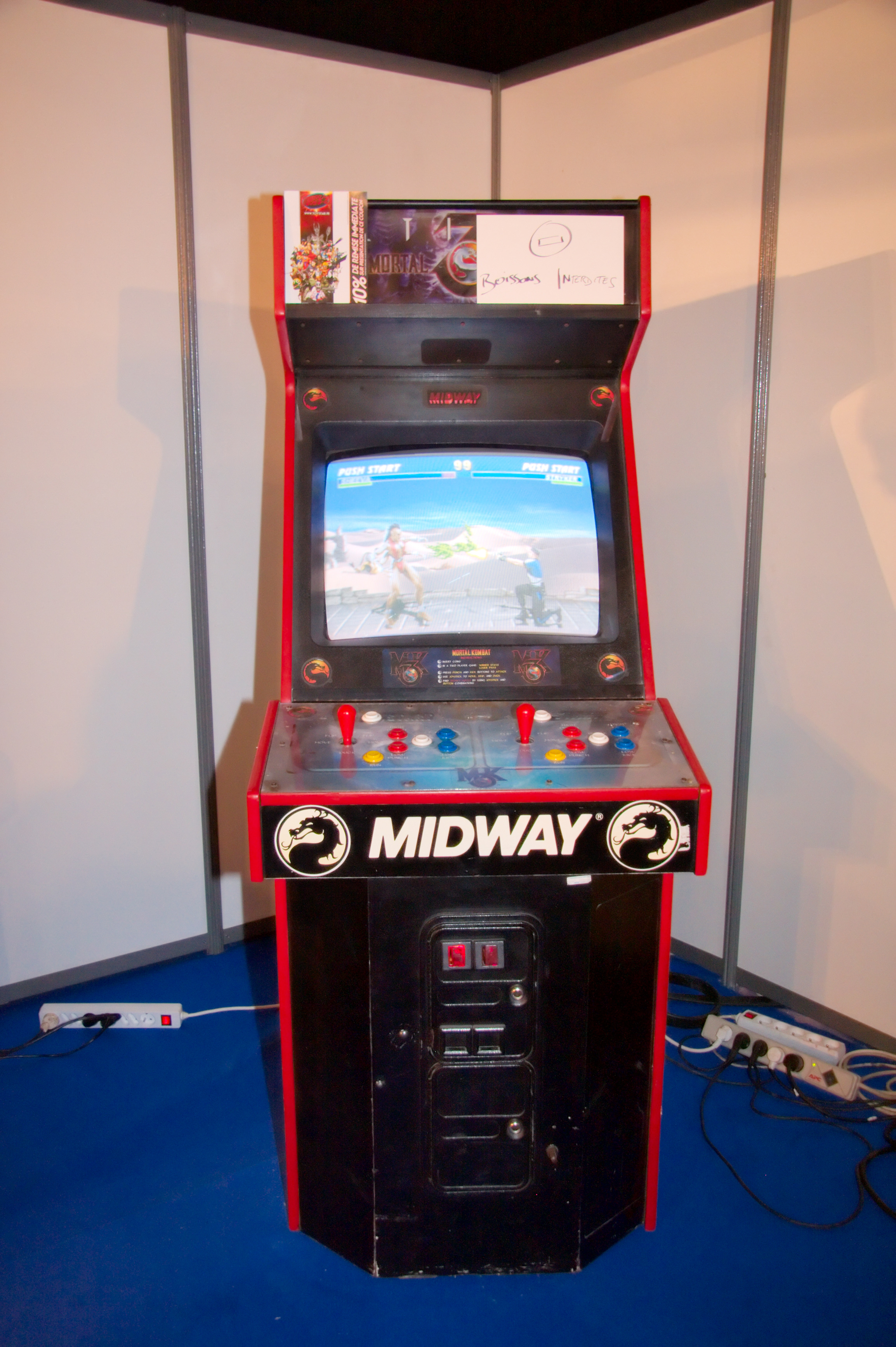
لعبة التيمت مورتال كومبات 3 على جهاز الآركيد

التيمت مورتال كومبات 3 (بالإنجليزية: Ultimate Mortal Kombat 3)‏ ، هي الجزء الثالث من سلسلة مورتال كومبات ويختصر يو إم كاي 3 (UMK3) ، تم إصدارها مجدداً سنة 1995م، وهي لعبة من نوع ألعاب القتال.

## وصلات خارجية
- التيمت مورتال كومبات 3 على موقع IMDb (الإنجليزية)
- الموقع الرسمي
 (iOS remake)
- Ultimate Mortal Kombat 3 على موبي غيمز
- Ultimate Mortal Kombat 3 (arcade) على موقع غيم فاكس
- Ultimate Mortal Kombat 3 - The Mortal Kombat Wiki
- UMK3 at Mortal Kombat Online